# Kurian Mathew Vayalunkal

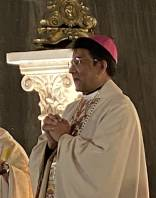
Kurian Mathew Vayalunkal, 2022

Kurian Mathew Vayalunkal (Malayalam മാർ കുര്യൻ മാത്യു വയലുങ്കൽ; * 4. August 1966 in Vadavathoor, Indien) ist ein indischer Geistlicher, Diplomat des Heiligen Stuhls und Erzbischof.

## Leben
Kurian Mathew Vayalunkal empfing am 29. Dezember 1991 das Sakrament der Priesterweihe für die Erzeparchie Kottayam.
Papst Franziskus ernannte ihn am 3. Mai 2016 zum Titularerzbischof von Ratiaria und zum Apostolischen Nuntius in Papua-Neuguinea. Die Bischofsweihe spendete ihm der Erzbischof von Kottayam, Mathew Moolakkattu OSB, am 25. Juli desselben Jahres. Mitkonsekratoren waren Erzbischof Michael Louis Fitzgerald MAfr, emeritierter Nuntius in Ägypten, und Theodore Mascarenhas SFX, Weihbischof in Ranchi. Am 21. September 2016 wurde er zusätzlich zum Apostolischen Nuntius auf den Salomonen ernannt.
Am 1. Januar 2021 ernannte ihn Papst Franziskus zum Apostolischen Nuntius in Algerien. Am 2. Februar 2021 ernannte ihn der Papst außerdem zum Apostolischen Nuntius in Tunesien.
Am 15. März 2025 ernannte ihn Papst Franziskus zum Apostolischen Nuntius in Chile.